# 李清岷
李清岷（1919年6月—2009年10月25日），男，山东潍坊人，中国建筑工程专家。

## 生平
1945年，毕业于天津工商学院，之后担任济南工业职业学校土木科主任。中华人民共和国成立后，历任济南市建筑公司、建工局、城建局、市建委等单位工程师、总工程师。后升任山东省省会城市规划建设委员会专家组副组长。1957年加入中国农工民主党。此外担任中国农工民主党中央委员会常务委员，济南市政协副主席，第六、七届全国人大代表。

## 工程
李清岷曾参与：
- 1950年代：5451机场改造工程施工
- 1960年代：配合华东设计院参加完成了济南市城关防洪工程的设计和施工、机车工厂柱基及汽车总厂大型设备基础的加固、济南钢铁总厂及重机厂预应力屋架断裂的修复加固等。
- 1980年代：济南纬二路拓宽改造、山东省体育中心、舜耕山庄、齐鲁宾馆、济南广播大厦、济南八一礼堂改进、济南火车站改建、泺源大街拓宽改造、八里洼燕子山小区规划、济南市总体规划修订等